# NGC 4087
NGC 4087 ist eine elliptische Galaxie vom Hubble-Typ E-S0 im Sternbild Wasserschlange. Sie ist schätzungsweise 141 Millionen Lichtjahre von der Milchstraße entfernt.
Das Objekt wurde am 24. Februar 1789 von Wilhelm Herschel entdeckt.